# توماس إس. ويستون
توماس إس. ويستون (بالإنجليزية: Thomas Shailer Weston)‏ هو محامي وقاضي وسياسي نيوزلندي، ولد في 7 يونيو 1836 في لندن في المملكة المتحدة، وتوفي في 15 أكتوبر 1912 في نيوزيلندا. انتخب عضو مجلس النواب النيوزيلندي.